# A Rose Is Still a Rose
A Rose Is Still a Rose è un album della cantante soul statunitense Aretha Franklin, registrato nel 1998 per la Arista Records.

## Tracce
1. A Rose Is Still a Rose (Lauryn Hill) – 4:27
2. Never Leave You Again (Sean Puffy Combs, Price, Corey Rooney) – 4:36
3. In Case You Forgot (Bill Dickens, Tim Gant, Michael Gray) – 4:49
4. Here We Go Again (Troy Lee Broussard, Jermaine Dupri, Wayne Garfield, Trey Lorenz, Mauro Malavasi, David Romani) – 3:30
5. Every Little Bit Hurts (Sam Cooke, Jermaine Dupri, Manuel Seal, Jr.) – 4:07
6. In the Morning (Daryl Simmons) – 4:56
7. I'll Dip (Dallas Austin) – 4:06
8. How Many Times (Greg Charley, David Foster, John Winston) – 4:21
9. Watch My Back (Norman West) – 4:45
10. Love Pang (Mira Waters, Nancy Wilson) – 4:20
11. The Woman (Franklin) – 7:41